# Шёнлайнштрассе (станция метро)
«Шёнлайнштрассе» (нем. Schönleinstraße) — станция Берлинского метрополитена. Расположена на линии U8 между станциями «Котбуссер Тор» (нем. Kottbusser Tor) и «Херманплац» (нем. Hermannplatz). Станция находится в районе Берлина Кройцберг, расположена на пересечении Шёнлайнштрассе и Котбуссер Дамм (нем. Kottbusser Damm).

## История
Открыта 17 июля 1927 года в составе участка «Шёнлайнштрассе» — «Боддинштрассе». C 2 июля 1951 года по 31 мая 1992 года станция носила название «Котбуссер Дамм» (нем. Kottbusser Damm).

## Архитектура и оформление
Двухпролётная колонная станция мелкого заложения, архитектор — Альфред Гренандер. Путевые стены и колонны облицованы серо-зелёной кафельной плиткой. На станции два выхода в торцах платформы.